# ليام بيرت
ليام بيرت (بالإنجليزية: Liam Burt)‏ (1 فبراير 1999 بغلاسكو في المملكة المتحدة - ) هو لاعب كرة قدم بريطاني في مركز الوسط. شارك مع منتخب اسكتلندا تحت 16 سنة لكرة القدم ومنتخب اسكتلندا تحت 17 سنة لكرة القدم ومنتخب اسكتلندا تحت 19 سنة لكرة القدم. أما مع النوادي، فقد لعب مع نادي رينجرز.

## وصلات خارجية
- ليام بيرت على موقع الاتحاد الأوربي (الإنجليزية)
- ليام بيرت على موقع الاتحاد الإسكتلندي (الإنجليزية)
- ليام بيرت على موقع قاعدة بيانات كرة القدم.إي يو (الإنجليزية)
- ليام بيرت على موقع Soccerbase.com (لاعب) (الإنجليزية)
- ليام بيرت على موقع Soccerway.com (الإنجليزية)